# Кохон, Сэмюэл
Сэмюэл Кохон (англ. Cohon Samuel Solomon; 22 марта 1888, Лоша, Минская губерния — 22 августа 1959, Лос-Анджелес, Калифорния) — американский еврейский теолог, раввин, преподаватель, издатель.

## Биография
Родился в семье сапожника Шлойме Каждана и Рохл-Леи Старобинец. Получил традиционное еврейское образование в иешивах Березино и Минска. В возрасте 16 лет эмигрировал в США. Окончил университет в Цинциннати, получив степень бакалавра в 1911. Служил раввином еврейских общин Спрингфилда (1912—1913) и Чикаго. В 1919 принимал участие в создании синагоги Бет Исраэль и организации храма Мизрахи на северном побережье Чикаго, где он служил в качестве раввина в 1919—1923.
С 1923 профессор еврейской теологии Хибру Юнион Колледжа в Цинциннати. Оставался на этой должности до 1956 , когда он был назначен почётным профессором. В 1939—1943 издатель раздела теологии «Universal Jewish Encyclopedia».

### Произведения
- «What we Jews Believe» (1931)
- «Authority in Judaism» (1936)
- «Why Do The Heathen Rage ?» (1939)
- «Saadia Gaon» (1942)
- «Judaism a Way of Life» (1948)
- «History of HUC» (1950)

### Семья
- Жена — Ирма Рейнхарт (англ. Irma Reinhart).
- Сын — Барух Джозеф Кохон (англ. Baruch Joseph Cohon).